# شيبلوي سفلي (مياندوآب)
شيبلوي سفلي هي قرية في مقاطعة مياندوآب، إيران. عدد سكان هذه القرية هو 1,635 في سنة 2006.